# Most Władysława Jagiełły w Bydgoszczy
Most Władysława Jagiełły – most wantowy tramwajowy na rzece Brdzie w Bydgoszczy.

## Lokalizacja
Most Władysława Jagiełły łączy oba brzegi Brdy w zachodniej części Bydgoszczy, umożliwiając dotarcie tramwajom do dworca kolejowego Bydgoszcz Główna. W bliskim sąsiedztwie mostu znajdują się budynki Wyższej Szkoły Gospodarki oraz dawnej Dyrekcji Kolei w Bydgoszczy. Jest to pierwszy podwieszany most tramwajowy w Polsce.

## Historia
Po zawieszeniu w 1990 roku ruchu tramwajowego wzdłuż ulicy Dworcowej bydgoski dworzec kolejowy utracił połączenie z siecią tramwajową. Po przeszło dwudziestu latach dyskusji na temat różnych możliwości ponownego doprowadzenia linii tramwajowej na dworzec, zdecydowano się ostatecznie na budowę linii od ul. Focha równolegle do ulicy Królowej Jadwigi, następnie przez nowy most na Brdzie do ulicy Dworcowej, a następnie nią do budynku dworca i dalej ulicą Zygmunta Augusta do pętli przy ulicy Rycerskiej. Projekt pod nazwą „Budowa linii tramwajowej z centrum miasta do dworca kolejowego Bydgoszcz Główna z rozbudową ulic marszałka Focha, Naruszewicza, Dworcowej i Zygmunta Augusta w Bydgoszczy” opracowało konsorcjum firm: „Gotowski”, Uniwersytet Technologiczno-Przyrodniczy, Biuro Projektów Budownictwa Komunalnego oraz Przedsiębiorstwo Obsługi Inwestycyjnej.
Prace budowlane przy budowie mostu były realizowane w latach 2011–2012 przez bydgoską firmę Gotowski Sp z o.o. Koszt budowy całej trasy tramwajowej wyniósł 70,4 mln zł, z czego 42,6 mln przypadło na dofinansowanie unijne. Koszt budowy mostu wyniósł natomiast 12,2 mln zł. Most wraz z prowadzącą nim linią tramwajową oddano uroczyście do użytku 24 listopada 2012 roku.

## Dane techniczne

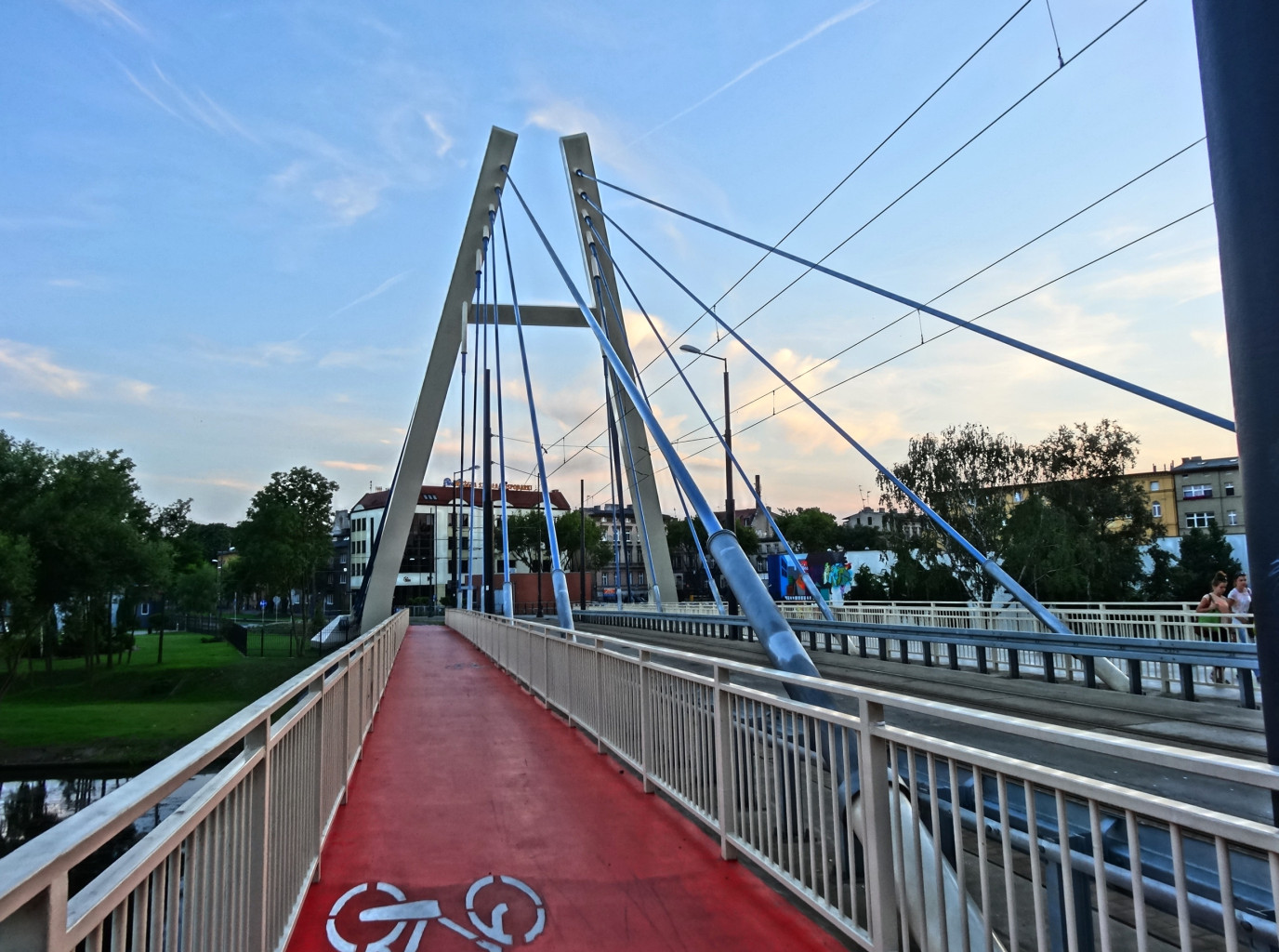
Fragment ścieżki rowerowej na moście Władysława Jagiełły w Bydgoszczy

Most zbudowano jako wantowy z pomostem zespolonym stalowo-żelbetowym, długości 82,6 m i rozpiętości przęsła podwieszonego 70 m. Pylon pochylony w dwóch płaszczyznach, o wysokości 26,7 m opiera się na żelbetowych blokach połączonych przyczółkiem. Podwieszenie stanowi sześć par lin w układzie wachlarzowym, a równowagę zapewniają trzy pary want zakotwionych w blokach betonowych. Ustrój nośny składa się z dwóch dźwigarów głównych oraz współpracującej płyty pomostu o zmiennej grubości. Na pomoście znajduje się torowisko tramwajowe z możliwością ruchu drogowego dla pojazdów uprzywilejowanych oraz chodnik dla pieszych i ścieżka rowerowa. Obiektem dysponuje Zarząd Dróg Miejskich i Komunikacji Publicznej w Bydgoszczy.

## Nazwa
Nazwa mostu, upamiętniająca jednego z najwybitniejszych polskich władców, nawiązuje do znajdującego się nieco powyżej Mostu Królowej Jadwigi (którego patronka była żoną Władysława Jagiełły) i została nadana przez Radę Miasta w dniu 27 października 2010 roku Wcześniej most Władysława Jagiełły, bo taką nazwę dla powstającego obiektu wybrali mieszkańcy Bydgoszczy. Stosowny konkurs ogłosił Ratusz.  (Konkurs zorganizowany przez Ratusz wygrał Bydgoszczanin Damian Szopiński) W tym samym Ratuszu uznano, że to niezgodne z prawem, gdyż nadawanie nazw ulic należy do kompetencji Rady Miasta.